# Antyszachy
Antyszachy (zwane również Rozbójnikiem, Podwalanką lub Wybijanką) – odmiana szachów, grana na tej samej szachownicy i tymi samymi bierkami co szachy klasyczne, ale z kilkoma podstawowymi różnicami w zasadach:
- bicie jest obowiązkiem,
- króla można bić i nie kończy to gry,
- wygrywa ta strona, która pierwsza straci wszystkie bierki (gracz poddaje je do bicia przeciwnikowi).

W zależności od innych zasad znane są 4 odmiany antyszachów.
Ta odmiana szachów jest wspierana przez firmę ChessBase, która w swoich produktach (np. program szachowy Shredder 10) umożliwia granie w tę odmianę szachów.
Tytuł Antyszachy nosi również książka Wiktora Korcznoja (wydana w Polsce w 1990 r.), w której autor opisał przygotowania i przebieg meczu o mistrzostwo świata z Anatolijem Karpowem w 1978 r. w Baguio.